# Hammerfest

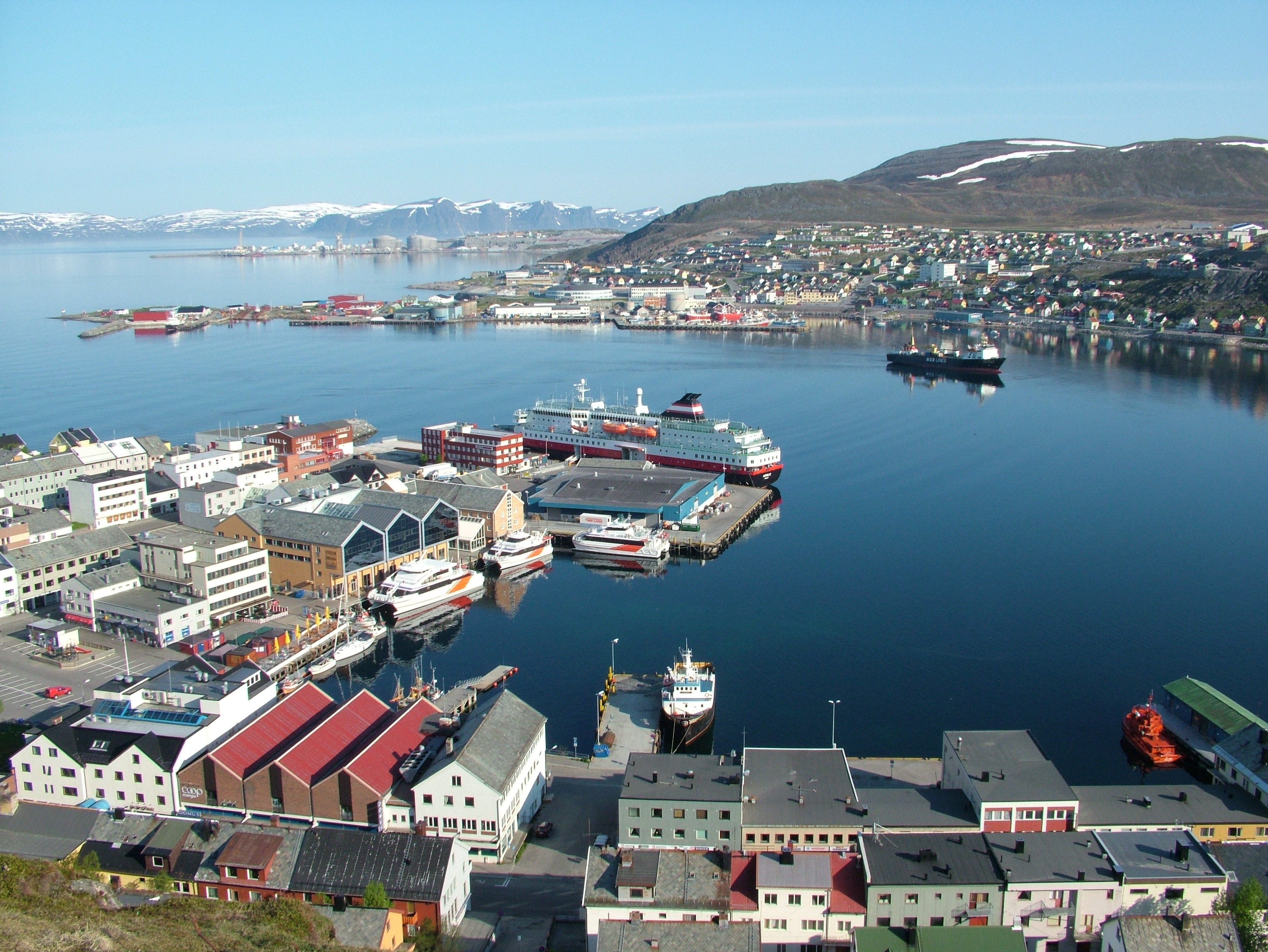
Zicht op de haven

Hammerfest (Samisch: Hámmárfeasta) is een stad en gemeente met circa 10.500 inwoners (1 januari 2016) in de provincie Finnmark in het noorden van Noorwegen, nabij de Noordkaap. In 2020 werd de gemeente uitgebreid door de toevoeging van Kvalsund.
Hammerfest ligt op 70°39' NB, binnen de Noordpoolcirkel, maar heeft dankzij de Golfstroom een ijsvrije haven. Vanwege deze ligging binnen de noordpoolcirkel gaat de zon in de zomer ongeveer tussen 16 mei en 26 juli niet onder (middernachtzon) en komt de zon in de winter tussen 21 november en 21 januari niet boven de horizon.
De stad is een stopplaats van Hurtigruten. Verder heeft de stad ook een vliegveld: luchthaven Hammerfest.

## Geschiedenis

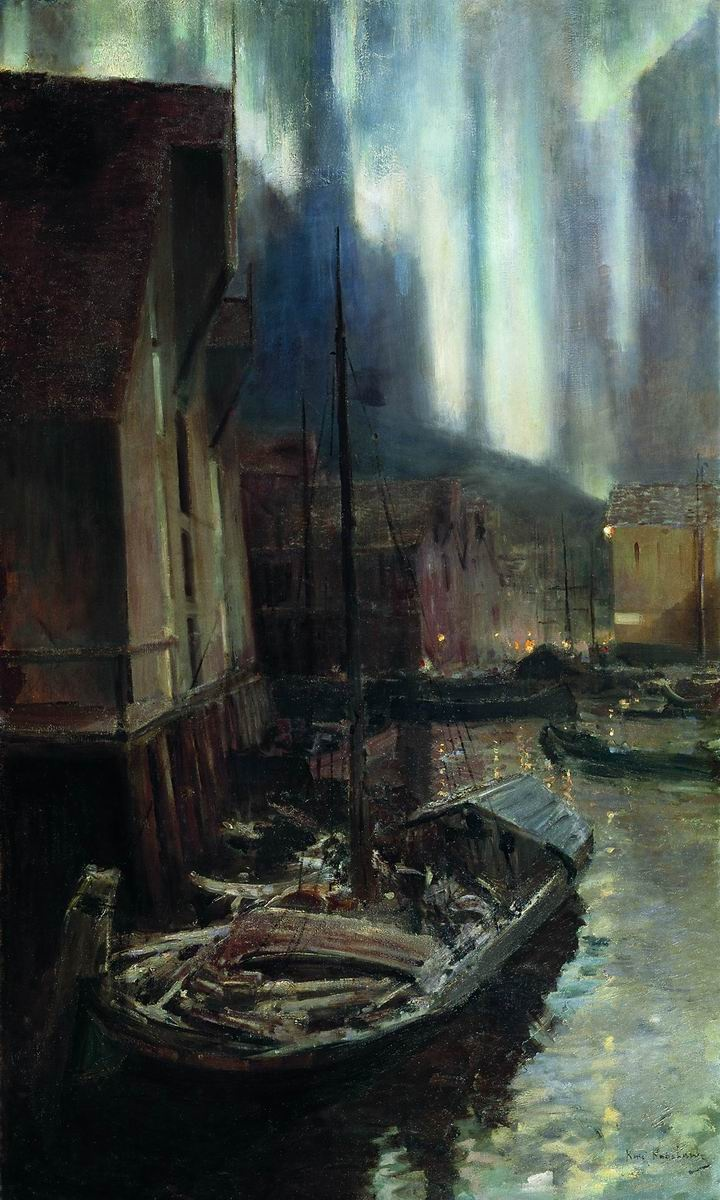
Schilderij van Konstantin Korovin, geïnspireerd op het Noorderlicht in Hammerfest

In Hammerfest zijn veel graven te vinden die nog uit het stenen tijdperk stammen. Hammerfest was een belangrijke vishaven en jachtgrond lang voordat het rechten ontving per Koninklijk decreet van Christiaan VII van Denemarken in 1789.

### Napoleontische Oorlogen
Tijdens de Napoleontische Oorlogen werd Denemarken–Noorwegen aangevallen door het Verenigd Koninkrijk. Hammerfest was een stad van strategisch belang omdat het een centrum is voor handel en transport van westelijk Finnmark. De stad bereidde zich voor op een aanval en plaatste vier kanonnen. Deze werden verkregen uit Trondheim. Vervolgens werd een macht van 50 man militie gevormd voor de kustverdediging. De leiding daarvan was in handen van de lokale handelaren, de manschappen bestonden uit Saami en Kvenen.
Op 22 juli 1809 vielen de Engelsen, zoals verwacht, de stad aan met twee oorlogsschepen Snake en Fancy. Voordat de Engelsen de stad aanvielen werd het dorp Hasvik, een kleine vishaven, aangevallen en geplunderd. De Engelse oorlogsschepen vochten gedurende 90 minuten met de kustbatterij van Hammerfest totdat de Noorse munitie uitgeput was. Aan Engelse zijde viel één dode, die op de lokale begraafplaats werd begraven. Tijdens de slag vluchtte de bevolking met hun bezittingen. De Engelsen gingen na de slag aan land en verbleven daar acht dagen. De stad werd in die periode geplunderd.
Na de aanval werd Hammerfest versterkt en werd er een garnizoen met reguliere troepen en versterkingen gelegerd. Een kleine vloot van roeiboten bewapend met kanonnen werd in de haven gestationeerd.

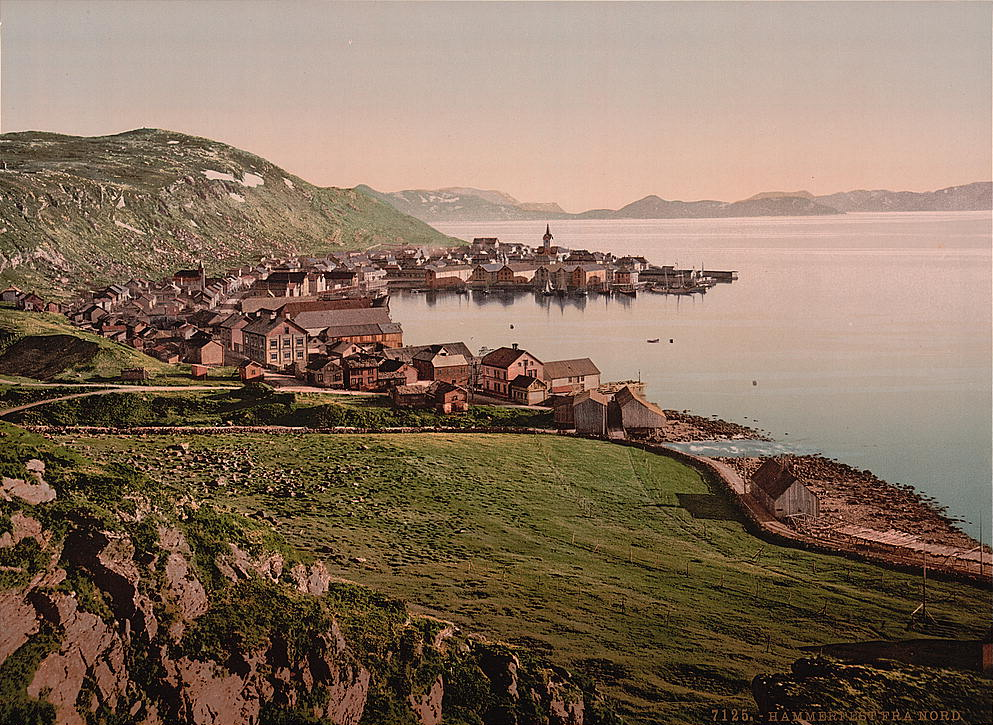
Hammerfest tegen het einde van de 19e eeuw

### Brand van 1890
Hammerfest werd in 1890 half verwoest door een brand die ontstond in de bakkerij. Na de brand ontving Hammerfest veel donaties en humanitaire hulp uit heel de wereld; de grootste donor was Wilhelm II van Duitsland, de keizer van Duitsland. De keizer bezocht de stad enkele malen met zijn jacht en voelde zich gehecht aan de stad.
Mede vanwege de donkere winterperiodes kreeg Hammerfest al vroeg elektrische straatverlichting (in 1891).

### Tweede Wereldoorlog

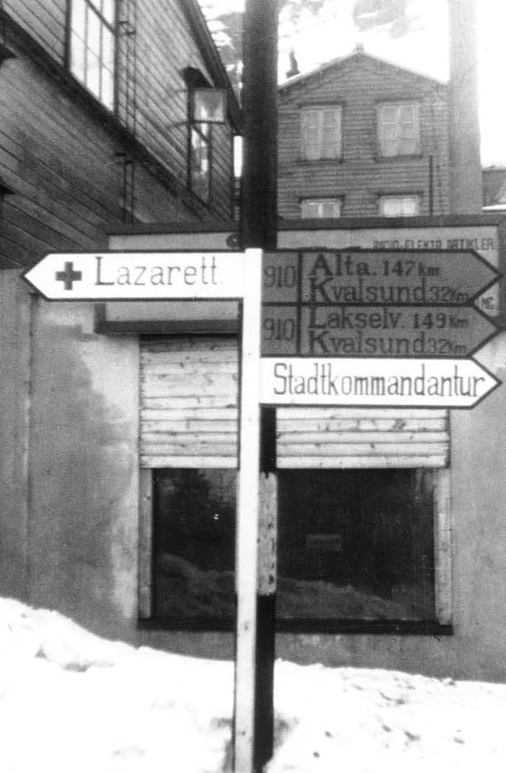
Duitse wegwijzers in Hammerfest, 1941

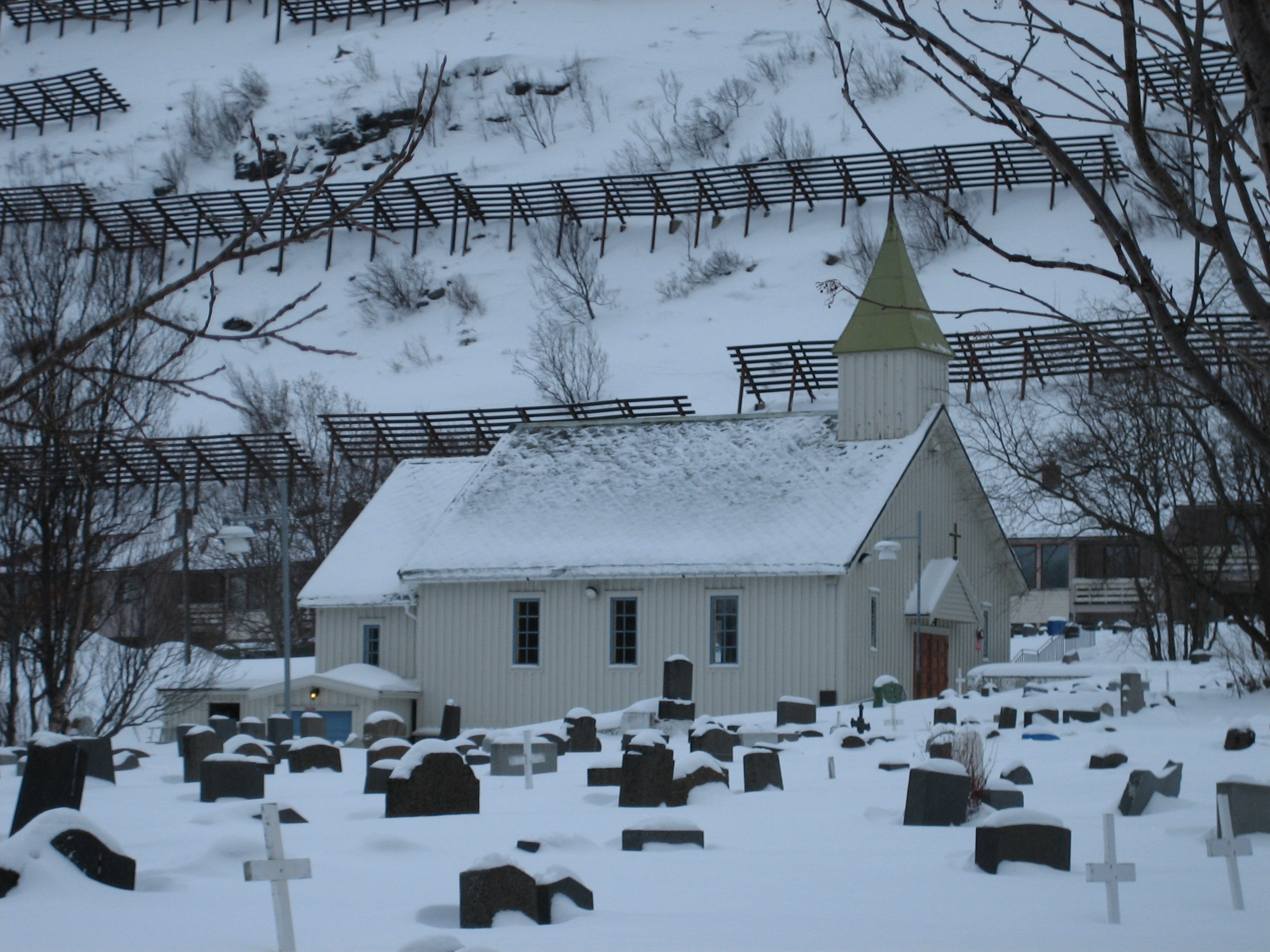
Hauenkapel - Het enige gebouw dat de Tweede Wereldoorlog doorstond.

Na hun overwinning op Noorwegen versterkten de Duitsers Hammerfest en gebruikten de haven als een uitvalsbasis. Het belang van Hammerfest nam toe na de Duitse inval in de Sovjet-Unie in 1941. De Duitsers plaatsten drie kustbatterijen. Hammerfest was de belangrijkste uitvalsbasis voor Duitse U-boten, die de Atlantische aanvoerroutes van de Geallieerden aanvielen. Bij Rypefjord werden enkele watervliegtuigen gestationeerd. Rond de stad werden 4000 landmijnen gelegd en een aantal stukken luchtafweer geplaatst.
Hammerfest werd door de Duitsers verlaten tussen de herfst van 1944 en 10 februari 1945 tijdens de operatie Nordlicht. De stad werd volledig verwoest, op de Hauenkapel uit 1937 na. Nog steeds worden landmijnen en munitie uit de Tweede Wereldoorlog gevonden en vernietigd.

## Geodetische boog
Hammerfest vormt het beginpunt van de Geodetische boog van Struve die zich uitstrekt tot aan de Zwarte Zee en die wordt gebruikt om de grootte en de vorm van de aarde te berekenen door middel van driehoeksmeting. De boog is genoemd naar de astronoom Friedrich Georg Wilhelm Struve (1793-1864).

## Plaatsen in de gemeente
- Rypefjord

## Geboren in Hammerfest
- Ole Olsen (1850-1927), Noors componist, muziekpedagoog en militaire kapelmeester
- Kjell Bartholdsen (1938-2009), Noors saxofonist
- Marcus Holmgren Pedersen (2000), Noors voetballer

Alta · Båtsfjord · Berlevåg · Gamvik · Hammerfest · Hasvik · Karasjok · Kautokeino · Lebesby · Loppa · Måsøy · Nesseby · Nordkapp · Porsanger · Sør-Varanger · Tana · Vadsø · Vardø